# Signal de recul
Un signal ou une alarme de recul, ou encore par onomatopée un bip de recul, est un signal sonore constitué d'un bip répété à intervalles réguliers, que certains véhicules émettent automatiquement par mesure de sécurité lorsqu'ils circulent en marche arrière, afin d'en avertir les personnes environnantes.

## Intérêt
Il équipe les véhicules assez gros pour que l'espace situé immédiatement derrière eux soit dans un angle mort de leurs rétroviseurs : autobus, camions, utilitaires, engins de chantier ou agricoles, véhicules de pompier, véhicules chargés du ramassage des ordures, chasse-neige, etc.
Il permet d'indiquer que le conducteur est en train de reculer, qu'il est contraint de le faire sans pouvoir s'assurer que la voie est libre, et donc qu'il n'a peut-être pas vu d'éventuelles personnes situées juste derrière le véhicule. Ces dernières sont donc, le cas échéant, invitées à prendre garde et à se déplacer pour ne pas être percutées.

## Aspect réglementaire
En France, d'après l'article R 233-20 du code du travail, les machines comportent des moyens de signalisation ou des plaques d'instructions concernant l'utilisation, le réglage, la maintenance chaque fois que cela est nécessaire pour assurer la sécurité et la santé des personnes exposées. Ces moyens de signalisation et plaques d'instructions sont choisis, conçus, réalisés de façon à être clairement perçus et durables.
Sans préjudice de la règlementation applicable à la circulation routière, les machines à conducteur porté sont munies des équipements suivants :
- un avertisseur sonore permettant d'avertir les personnes exposées ;
- un système de signalisation lumineuse tenant compte des conditions d'utilisation prévues, tel que feux de stop, feux de recul et gyrophares.

Les machines commandées à distance dont les conditions d'utilisation normales exposent des personnes aux risques de choc et d'écrasement sont munies de moyens appropriés pour signaler leurs évolutions ou de moyens pour protéger les personnes exposées contre ces risques. Il en est de même pour les machines dont l'utilisation implique une répétition systématique d'avance et de recul sur un même axe et dont le conducteur ne voit pas directement en arrière. 
La mise hors service involontaire de tous les dispositifs d'avertissement et de signalisation est empêchée par construction. Chaque fois que cela est indispensable à la sécurité, ces dispositifs sont munis de moyens permettant de s'assurer de leur bon fonctionnement, leur défaillance est rendue apparente à l'opérateur. 
Pour les machines dont les évolutions ou celles de leur outil présentent un risque particulier, une inscription sur la machine, rappelant l'interdiction d'approcher vers la machine pendant le travail, est apposée de façon lisible à une distance suffisante pour assurer la sécurité des personnes appelées à être situées à proximité.

## Inconvénient
Malgré son bénéfice pour la sécurité, son caractère répété peut également constituer une nuisance sonore pour les riverains et personnels de chantiers qui l'entendent toute la journée. Afin de pallier ce désagrément, certaines mesures sont proposées ou prises : 
- limiter le volume du signal sonore[2],[3],[4],
- remplacer le signal sonore par un signal lumineux : des feux tournants ou à éclat[5],[6],
- faire faire des boucles aux engins plutôt que d'avancer et de reculer[7].

## Appellation
En anglais, ce dispositif est surnommé Nader Bell (« cloche de Nader ») en référence à Ralph Nader, un activiste américain militant pour le droit des consommateurs. Un de ses livres en particulier, Unsafe at Any Speed, publié en 1965, dénonçait la réticence des constructeurs automobiles à investir dans l'amélioration de la sécurité.

## Variante
Il existe aussi une variante dans laquelle le signal sonore est émis non pas à destination des personnes extérieures, mais à l'intérieur de l'habitacle, à l'attention du conducteur.